# 索珀維爾 (伊利諾伊州)
索珀維爾（英語：Soperville）是位於美國伊利諾伊州諾克斯縣的一個非建制地區。該地的面積和人口皆未知。

## 地理
索珀維爾的座標為41°00′31″N 90°23′52″W / 41.00861°N 90.39778°W，而該地的平均海拔高度為230米（即755英尺）。